# Tropheus kasabae
Tropheus kasabae är en fiskart som beskrevs av Nelissen, 1977. Tropheus kasabae ingår i släktet Tropheus och familjen Cichlidae. IUCN kategoriserar arten globalt som livskraftig. Inga underarter finns listade i Catalogue of Life.